# Karlsbad
Karlsbad je općina u njemačkoj pokrajini Baden-Württemberg, u okrugu Karlsruhe. Općina leži 12 km jugoistočno od Karlsruhea i 20 km istočno od francuske granice.

## Stanovništvo
Karlsbad ima 15.995 stanovnika. Sastoji se od pet naselja: Auerbacha, Ittersbacha, Langensteinbacha, Mutschelbacha i Spielberga.

## Gradovi partneri
- Schernberg, Njemačka
- Heldrungen, Njemačka
- Hüttau, Austrija
- Seferihisar, Turska

## Poznate osobe
- Jens Nowotny (* 1974.), bivši njemački nogometaš, pohađao je školu u Karlsbadu

## Vanjske poveznice
- Službena stranica (njem.)

### Ostali projekti
|  | Zajednički poslužitelj ima još gradiva o temi Karlsbad |